# كفر كنا
كفر كنا (بالعبريَّة: כַּפְר כַּנָּא) هي قرية عربية تقع في منطقة الجليل الأسفل شمال فلسطين، وتقع إداريًا في المنطقة الشمالية. تبعد حوالي 18 كم غرب بحيرة طبريا و6 كم شمال شرق مدينة الناصرة. يبلغ تعداد سكانها حوالي 29,800 نسمة لسنة 2015 أمّا حتى عام 2021 فبلغ عدد سكّانها بحسب دائرة الاحصاء المركزيّة 23,705 نسبة، وتبلغ الكثافة السّكانيّة 2,357.2 لنفس العام. عدد الرّجال12,110، أمّا النّساء فهو 11,595، أمّا نسبة المسلمين هي 90.4 ونسبة المسيحين في البلد 9.5، امّا نسبة الخصوبة فهي 2.60. أمّا فيما يتعلّق بالهجرة الايجابيّة فتبلغ 30. أمّا تقييم القرية على المؤشر الاقتصادي-الاجتماعية 2 من أصل 10.  ذكرت القرية منذ القدم في رسائل تل العمارنة كما وذكرها المؤرخ الروماني يوسيفوس فلافيوس. ذُكِرت القرية في الإنجيل وتمت الإشارة إليها باسم قانا الجليل حيث قام يسوع بأول عجائبه وهي تحويل الماء إلى خمر. في السنوات الأخيرة تحولت كفر كنا إلى مركز تجاري هام في منطقة الناصرة.
تبلغ مساحة أراضيها نحو 20,600 دونم، وتحيط بها أراضي قرى طرعان وعرب الصبيح والمشهد وعين ماهل وصفورية.ترتفع القرية 252 مترًا عن سطح البحر، وتقوم على بقعة قرية عت قاصين الكنعانية، ويرى بعض الباحثين أنها تقوم في مكان قرية قانا الجليل [الإيطالية] المذكورة في العهد الجديد، ويوجد فيها مقام النبي يونس.

## التسمية
يُذكر أنه في الجنوب اللبناني توجد بلدة تحمل الاسم «قانا»، ولهذا يتم دائمًا التمييز بين البلدتين بذكر «قانا الجليل» لتتم الإشارة إلى كفر كنا.

## التاريخ
اشتهرت كفر كنا قديمًا ببساتين الرمان التي قُضي على معظمها بسبب تفاقم الضائقة السكانية لأهل القرية. كما وتشتهر كفر كنا إلى اليوم بكروم الزيتون، حيث يُعتبر زيت الزيتون في كفر كنا أحد أجود أنواع الزيت في منطقة الجليل. وتحتوي القرية على آثارِ كنيسةٍ من العصور الوسطى وقطع معمارية وأعمدة ومدفن منقور في الصخر، وبقايا بناء دير، كما تحيط بها «خربة كَنّا» التي تقوم على قرية كاريس الرومانية، وتضم أساسات وصهاريج منقورة في الصخر.

### الفترة القديمة والكلاسيكية
كشفت الحفريات الأثرية التي أجرتها سلطة الآثار الإسرائيلية عن بقايا تعود إلى العصر الحجري الحديث وإلى العصرين المملوكي. تم العثور على أدلة على إقامة مستوطنة كبيرة في العصر البرونزي المتاخم لنبع كانا المعمر، والذي غطّى موقعًا يعود إلى فترة العصر الحجري المبكر. وتشير جدار التحصين إلى أن المستوطنة كانت محصنة.
تم ذكر كانا في رسائل تل العمارنة، وكانت معروفة في زمن المؤرخ اليهودي الروماني يوسيفوس فلافيوس. وعلى ضواحي المدينة الحديثة يوجد قبر الحكيم اليهودي، للحاخام سيميون بن غمليل، والذي أصبح رئيس السنهدرين في عام 50 للميلاد وظل قبره موقع للحج اليهودي على مر القرون.

### العصور الوسطى
زار ناصر خسرو القرية في عام 1047 م ووصف المكان في يومياته:
تم احتلال كفر كنا من قبل الصليبيين في عام 1099. خلال هذه الفترة، كتب أبو الحسن الهروي أن المرء يستطيع رؤية مقام يونان بن أمتّاي، وكذلك قبر ابنه، في كفر كنا. وقد تكرر ذكر هذا من قبل ياقوت الحموي، وعلى الرغم من أنه كتب فقط عن القبر يعود لوالد يونان بن أمتّاي. واستخدم الفرنجة اسم كاسل روبرت، إلى جانب الاختلافات في الاسم العربي. في أغسطس من عام 1254 قام جوليان كونت صيدا ببيع القرية إلى فرسان الإسبتارية.
في حوالي عام 1300، وصفت كفر كنا بأنها قرية كبيرة، يعيش فيها رؤساء القبائل المختلفة. ودعيت قبيلة «قيس الأحمر». ووفقا لما ذكره المؤرخ، شمس الدين الأنصاري، فإن منطقة البطوف، تنتمي إلى القرية. كما أشار شمس الدين الأنصاري إلى أن مياه التلال المحيطة استنزفت في المنطقة وأغرقتها. بمجرد أن جفت الأرض تم زرع الحبوب.

### الحقبة العثمانية

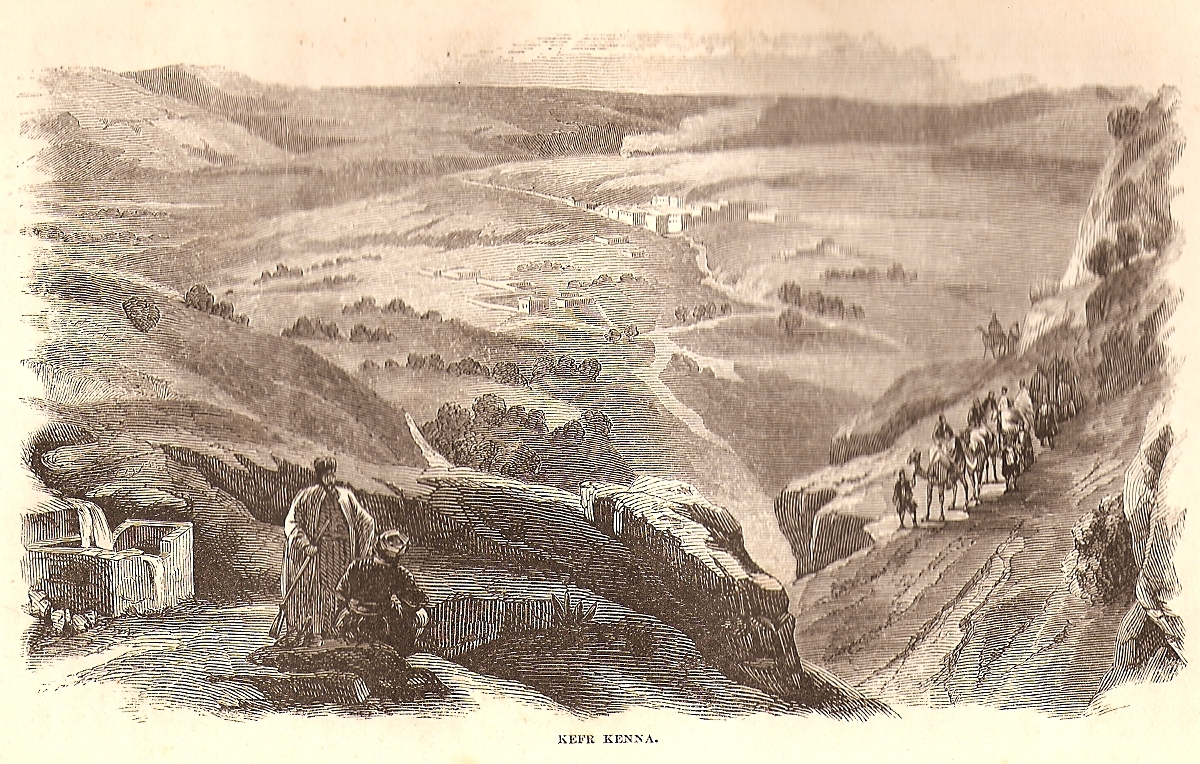
قرية كفر كنا قديمًا عام 1860م.

تحت حكم الدولة العثمانية، ازدهرت القرية في القرن السادس عشر، حيث كانت تقع على الطريق التجاري الغربي بين مصر وسوريا. وتم فرض ضرائب عالية من أنواع مختلفة في السوق المزدحم. وكان القرية تتاجر في الملابس، والتي أنتجت في منطقة الجليل للاستهلاك الدولي. كما تم فرض ضرائب على الحمامات العامة والأفران. وفي عام 1533، سجل المسؤولين العثمانيين تقديرات تشير إلى وجود 147 أسرة في القرية، وفي عام 1596 (أو بالأحرى عام 1548) ارتفع العدد إلى 475 من دافعي الضرائب المسلمين (426 أسرة وحوالي 49 من العزاب) وحوالي 96 من دافعي الضرائب اليهودية (95 الأسر وعازب واحد)، مما يجعلها سادس أكبر تجمع من حيث عدد السكان في فلسطين في ذلك الوقت. ودفع القرويين معدل ضريبة ثابتة بنسبة 25% على المنتجات الزراعية كالقمح والشعير وأشجار الزيتون وأشجار الفاكهة والقطن والماعز وخلايا النحل، بالإضافة إلى إيرادات تشكل قيمة 56,303 آقجة.
وأظهرت خريطة من غزو نابليون بونابرت عام 1799 على يد بيير جاكوتين موقع أطلق عليه اسم قانا. مرّ بها بوركهات عام 1812 وقال أن معظم سكانها من المسيحيين الكاثوليك. وفي مسح لجمعية صندوق استكشاف فلسطين في عام 1881، وصفت قانا بأنها قرية مبنية بالحجارة، تحتوي على 200 نسمة من المسيحيين وحوالي 200 نسمة من المسلمين. وأظهرت قائمة السكان تعود إلى عام 1887 أن كفر كانا ضمت حوالي 830 نسمة؛ وكان «الجزء الأكبر من المسيحيين».

### الانتداب البريطاني
في تعداد فلسطين لعام 1922 الذي أجرته سلطات الانتداب البريطاني، بلغ عدد سكان كفر كنا 1,175 نسمة. كان منهم حوالي 672 من المسلمين وحوالي 503 من المسيحيين، وتوزع المسيحيين طائفياً على التالي حوالي 264 كانوا من الأرثوذكس الشرقيين، وحوالي 82 من اللاتين الكاثوليك، وحوالي 137 من الروم الكاثوليك وحوالي 20 من الأنجليكان. وقد ازداد عدد السكان في تعداد عام 1931 إلى 1,378 نسمة؛ وتوزع السكان على حوالي 896 من المسلمين وحوالي 482 من المسيحيين، وسكنوا في حوالي 266 منزلاً.
في إحصائيات عام 1945، كان عدد السكان 1,930؛ وتوزعوا بين 1,320 من المسلمين وحوالي 610 من المسيحيين، في حين بلغ إجمالي مساحة الأراضي 19455 دونم، وفقًا للمسح الرسمي للأراضي والسكان. ومن هذا، تم تخصيص 1,552 دونم للمزارع والأراضي الصالحة للري، وحوالي 11,642 للحبوب، بينما تم تصنيف 56 دونم كمناطق مبنية.

## بعد الاحتلال
خلال الحرب العربية الإسرائيلية عام 1948 احتلت القرية وحدات من اللواء الصهيوني السابع، وذلك خلال النصف الثاني مما يسمى في الرواية الإسرائيلي بـ«عملية ديكل» (15-18 يوليو 1948). وفي 22 يوليو من عام 1948 استسلم كاهن ممثل عن الطائفة الكاثوليكية والأرثوذكسية ورئيس البلدية المسيحي الديانة لقوات الهاغاناه، وحاولوا ضمان عدم تهجير سكان القرية. وظلت كفر كنا تحت قانون الأحكام العرفية حتى عام 1966.
في 30 مارس من عام 1976، كان محمد يوسف طه وهو من سكان كفر كنا، أحد الأشخاص الستة الذين قُتلوا على يد الجيش الإسرائيلي خلال مظاهرات يوم الأرض. وفي نوفمبر من عام 2014، كانت هناك اشتباكات لعدة أيام على خلفية قتل الشرطة الإسرائيلية مواطنا عربياً إسرائيلياً، هاجم سيارة شرطة بسكين. وقالت الشرطة أنها أطلقت طلقات تحذيرية قبل إطلاق النار عليه لكن بحسب أقاربه فقد أصيب بعيار ناري «بدم بارد» وأظهرت الصور من الدوائر التلفزيونية المغلقة إطلاق النار على الرجل من قبل ضابط شرطة في إطلاق النار بينما كان التراجع.

## السكان

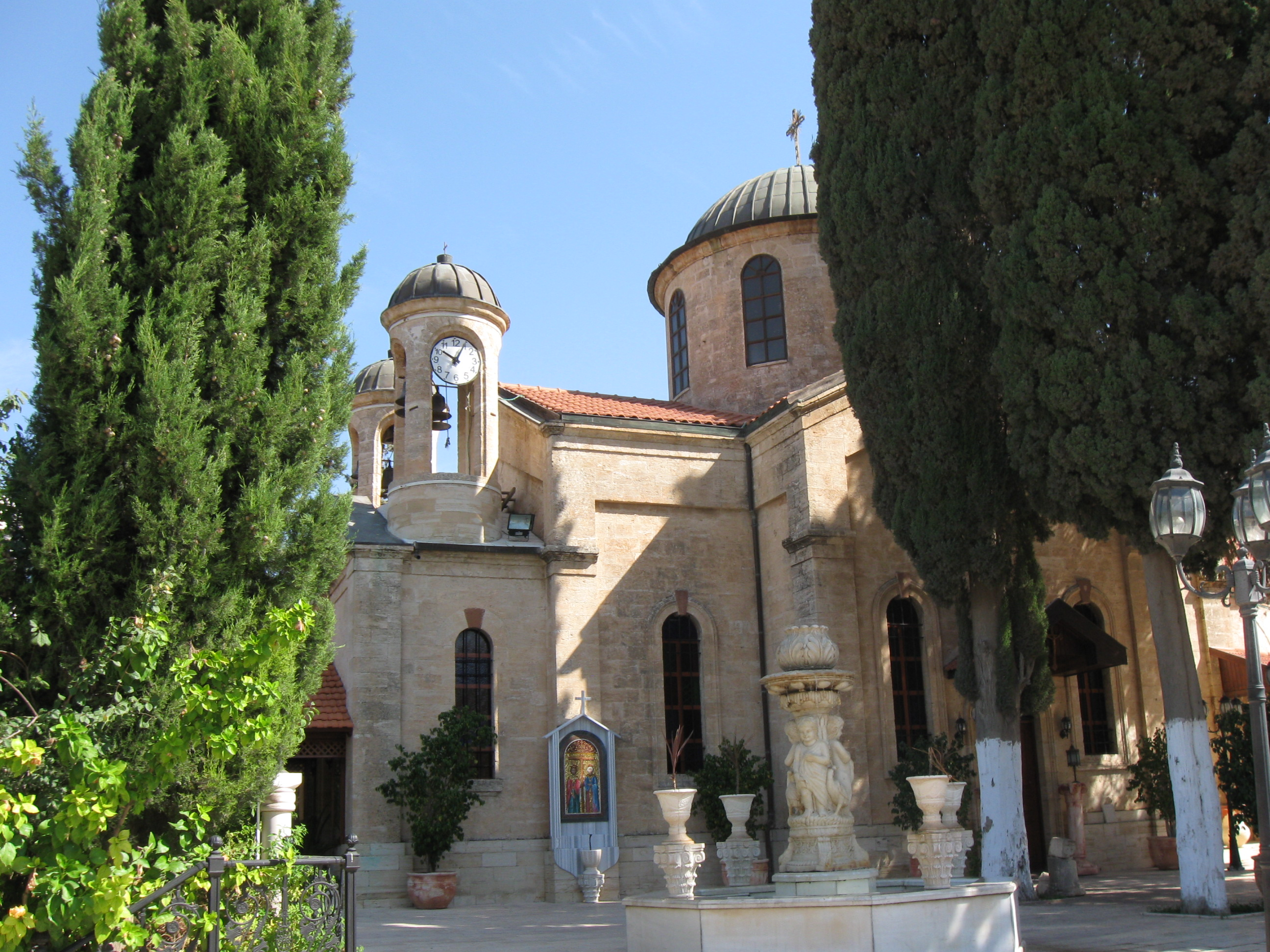
كنيسة القديس جريس الأرثوذكسية.

قُدّر عدد سكان قرية كفر كنا عام 1922م نحو 1,175 نسمة، وفي عام 1945م كانوا حوالي 1,930 نسمة، وفي 8 نوفمبر 1948م كان عددهم 2,328 نسمة.
حصلت كفر كنا على وضع المجلس المحلي في عام 1968. في عام 2006 قدرت أعداد سكان البلدة بحوالي 18,000 نسمة، ونما عدد السكان إلى 20,832 حسب تعداد عام 2014. واعتباراً من عام 2014، شكل المسلمون حوالي 70% من السكان وشكل المسيحيين حوالي 30%.
كما هو الحال مع العديد من المدن المسلمة والمسيحية المختلطة الأخرى في منطقة الجليل، يميل المسيحيون عموماً إلى العيش في الجزء الأقدم من المدينة. وتضم البلدة نواتان قديمتين النواة الأولى التي يعيش فيها المسيحيون، والأخرى (عمرها مئات السنين) حيث يعيش المسلمون.
في عام 2017 نما عدد السكان بمعدل نمو سنوي بلغ 1.9%. وكانت في المرتبة الثانية من أصل عشرة في المؤشر الاجتماعي-الاقتصادي في عام 2015. تحوي القرية على سبع مدارس ابتدائية وثلاث مدارس إعدادية ومدرسه ثانوية واحدة ومدرستين اهليتين وكلية غرناطة للتعليم الأكاديمي، وقدبلغت نسبة المؤهلين للحصول على شهادة الثانوية العامة أو البجروت بين طلاب الصف الثاني عشر بين عام 2016 وعام 2017 حوالي 59.8%. وكان متوسط الراتب الشهري للسكان في نهاية عام 2016 هو 5,298 شيكل جديد بالمقارنة مع المتوسط الوطني حوالي 8,913 شيكل جديد.

## العمل والتعليم
يبلغ الراتب الشهري حتّى عام 2021 بحسب دائرة الاحصاء المركزية للرجال 6,610 والنساء 4,695 شيكل. عدد المدارس الابتدائية 9 مدارس والاعدادية والثانوية 7 مدرسة. نسبة الطلاب الّذين الحاصلين على شهادة البجروت 74.0. أمّا نسبة الطلاب الّذين ينخرطون في التّعليم الأكاديمي 2.9. 

## الرياضة

### كرة القدم
تعد رياضه كرة القدم الأكثر متابعة، وذلك بتواجد أربع فرق محلية للقرية، والتي تلعب في الدرجة الأولى والثانية والدور الإسلاميّ. ومن أشهر مباريات القرية الديربي الكناوي الذي يجمع مكابي كفركنا بفريق هبوعيل كفركنا. كما تحتوي القرية علي ملعبين لكرة القدم في المنطقة الصناعية (ملعب كفركنا).
فِرَق كفر كنا:
- هبوعيل كفركنا
- مكابي كفركنا
- بيتار كفركنا (بيتار رضوان كفركنا على اسم لاعب الفريق رضوان صفوري)
- فريق الاعتصام (يلعب في الدوري الإسلامي)

### رياضة البوكس
تمتلك كفركنا فريق مخلص للكفوف الذهبية بقيادة المدرب بدران أمارة، من أفضل فرق البوكس في الوسط العربي والوسط اليهوي. إذ إنه تحقّق سنويا البطولات على الصعيد المحلي وعلى الصعيد العالمي.

### سباقات الخيل
سباق الخيل هي رياضة حديثة في كفركنا إذ تقام عدة سباقات قطرية، في مضمار كفركنا المتواجد في منطقة السهل، لجميع مربي الخيل في الوسط العربي واليهودي.

## الأهمية الدينية
يوجد في كفر كنا أربعة مساجد وهي على أسماء الخلفاء الراشدين، وخمسة كنائس أشهرها كنيسة العرس. في كفر كنا تعايش بين الطائفة المسلمة والمسيحية، حيث تشكل نسبة المسلمين نحو 70% والمسيحيين نحو 30%.

### المسيحية

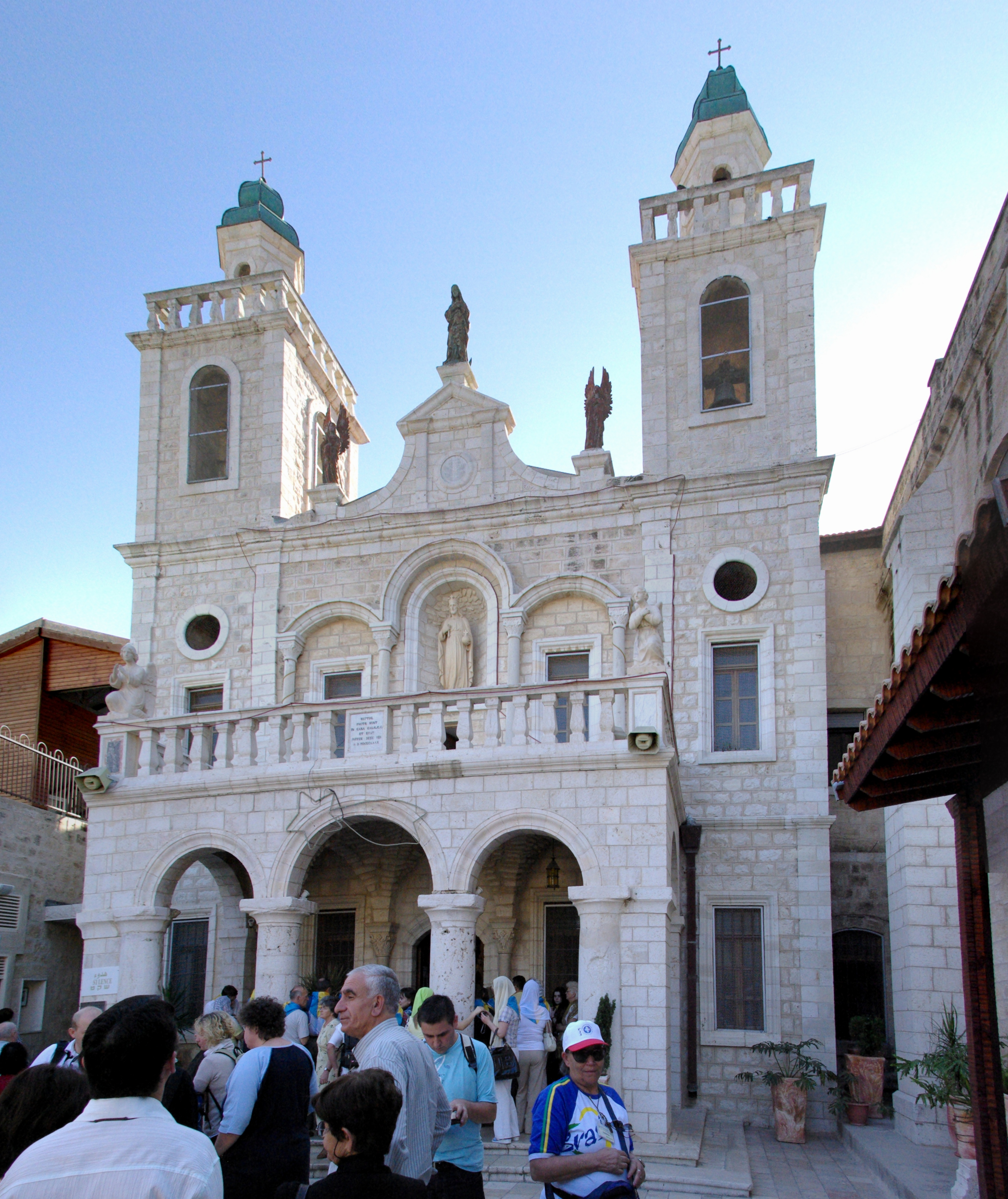
كنيسة العرس.

يعد عرس قانا الجليل في الدين المسيحي أولى معجزات يسوع الناصري، حيث وفقاً لرواية الإنجيل قام يسوع بتحويل الماء إلى خمر خلال مناسبة زواج في قرية قانا. في رواية الإنجيل، دُعي يسوع وأمه مريم وتلاميذه إلى حفل زفاف، وعندما نفد النبيذ، قام يسوع بمعجزة تحويل الماء إلى خمر. وهي أول معجزة أجراها المسيح كما ترد في يوحنا 2: 1-23، هي تحويل الماء إلى نبيذ في عرس قانا الجليل؛ وتحكي القصة، التي يوردها إنجيل يوحنا بالتفصيل، دعوة يسوع ووالدته مريم العذراء إلى عرس في قرية قريبة من الناصرة، وحضر برفقة يسوع تلامذته الخمسة: بطرس وأخوه أندراوس، ويوحنا، وفيلبس، وبرتلماس. خلال الحفل، نفدت الخمر، فطلبت مريم من ابنها حلاً ينقذ أهل العرس من الحرج، فأمر المسيح الخدم أن يحضروا له ستة أجران يملؤونها بالماء، قبل أن يحولها إلى خمرة.
وقد خضع موقع قانا لنقاش المسيح بين علماء الكتاب المقدس وعلماء الآثار، حيث يدور نقاش حول القرية التي شهدت العرس، ما إذا كانت قانا، القرية اللبنانية جنوب بيروت في قضاء صور، أو كفر كنا، البلدة العربية في منطقة الجليل بشمال إسرائيل التي تقع على بعد 18 كم غرب بحيرة طبريا و9 كم شمالي مدينة الناصرة. كما بات مناسبة للاحتفال السنوي.
وفقا للموسوعة الكاثوليكية لعام 1914، يعود تاريخ ارتباط كفر كنا مع قانا إلى القرن الثامن على الأقل. ومع ذلك، فإن وجهة النظر العامة بدءاً من القرن الثاني عشر وضعت قانا في خربة كنا، وهو موقع يبعد 8.5 كيلومتر (5.3 ميل) إلى الشمال الغربي من كفر كنا. في وقت لاحق، ظهرت الهوية التقليدية مع كفر كنا بقوة في منتصف القرن الرابع عشر وحتى يومنا هذا. كما تم ذكر قانا كبلدة ومسقط رأس برثولماوس في إنجيل يوحنا.

#### كنائس البلدة
ومن أبرز كنائس ذات الأهمية الدينية في التقاليد المسيحية:
- كنيسة العرس في قانا: هو الاسم الذي يُطلق على مبنى ديني تابع للكنيسة الرومانية الكاثوليكية وتقع في الجزء الأوسط في الحي المسيحي في بلدة كفر كنا،[46] والكنيسة مخصصة لطقوس الزفاف. وتستمد الكنيسة إسمها من الحدث المذكور في إنجيل يوحنا، ويعد حدث عرس قانا الجليل في الدين المسيحي أولى معجزات يسوع الناصري،[42] حيث وفقاً لرواية الإنجيل قام يسوع بتحويل الماء إلى خمر خلال مناسبة زواج في قرية قانا.[43] في رواية الإنجيل، دُعي يسوع وأمه مريم وتلاميذه إلى حفل زفاف، وعندما نفد النبيذ، قام يسوع بمعجزة تحويل الماء إلى خمر. وتعود ملكية الكنيسة إلى حراسة الأراضي المقدسة، وهي جزء من النظام الفرنسيسكاني في الكنيسة الكاثوليكية.[47] وبنيت الكنيسة الحالية في عام 1881، وتوسعت بين عام 1897 وعام 1905، بعد الجهود التي بذلها الفرنسيسكان للحصول على الموقع بين عام 1641 وعام 1879، عند اكتمال الإستحواذ.[5] وأشارت الحفريات الأثرية في القرن العشرين إلى أنه قبل بناء الكنيسة الحالي، كان الموقع يضم كنيس يهوديًا يعود إلى القرن الرابع والقرن الخامس، وتضم مقابر تعود إلى حقبة الإمبراطورية البيزنطية في القرن الخامس والقرن السادس.[5] في عام 1901 تم بناء الواجهة الحالية، وفي 30 سبتمبر من عام 1906، قام الأسقف أنجيلو رونكلي بتكريس المذبح. في عام 1990، بدأت حراسة الأرض المقدسة أعمال تجديدية واسعة للكنيسة. واكتمل التجديد الكامل للكنيسة في عام 1999.
- كنيسة القديس برثولماوس الرسول: هو الاسم الذي يطلق على الكنيسة الرومانية الكاثوليكية التي تُدار من قبل رهبان الرهبنة الفرنسيسكانية والواقعة في بلدة في كفر كنا،[48] والتي بُنيت على شرف المكان الذي يقول فيه الكتاب المقدس أنه كان مسقط رأس برثولماوس وهو واحد من رسل المسيح الإثني عشر.[49] تأسست الكنيسة في عام 1885.[50] وبحسب رواية الإنجيل كان برثولماوس واحد من رسل المسيح الإثني عشر، الحاضرين خلال معجزة السمكة. وتتميز واجهة الكنيسة بأربعة أركان ونافذة مستديرة فوق المدخل الرئيسي، ويوجد في وسط الكنيسة نقش لاتيني: "DOM S NATHANAELIS BARTHOLOMAEI APOSTOLI" (وهو ما يعني الرسول ناثانيال برثولماوس). ويقف المذبح على منصة مرتفعة، وفي الأمام، يوجد زوجان من الأعمدة صغيرة الحجم يحملان أعمدة كورنثية، ونقوش بارزة تصور اجتماع نثنائيل وفيلبس. في مكان قريب تتواجد مقبرة صغيرة.

## علم الآثار
في عام 2001، تم العثور على بقايا فخار من القرن الرابع قبل الميلاد، والتي تم إنتاجها في مرطبان من قضبان الحافة، بجوار نبع قانا.

## معرض الصور

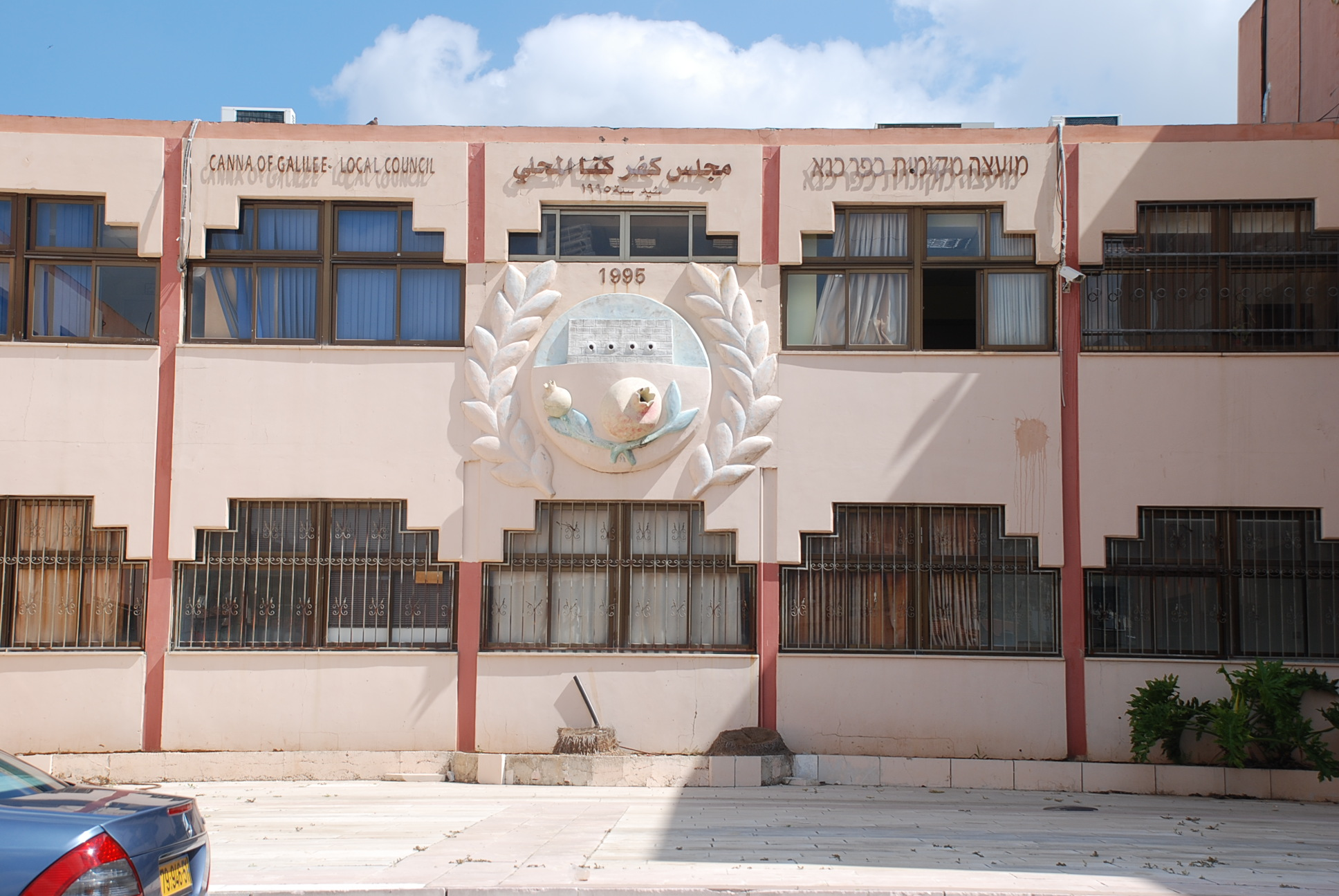
مجلس كفر كنا المحليّ
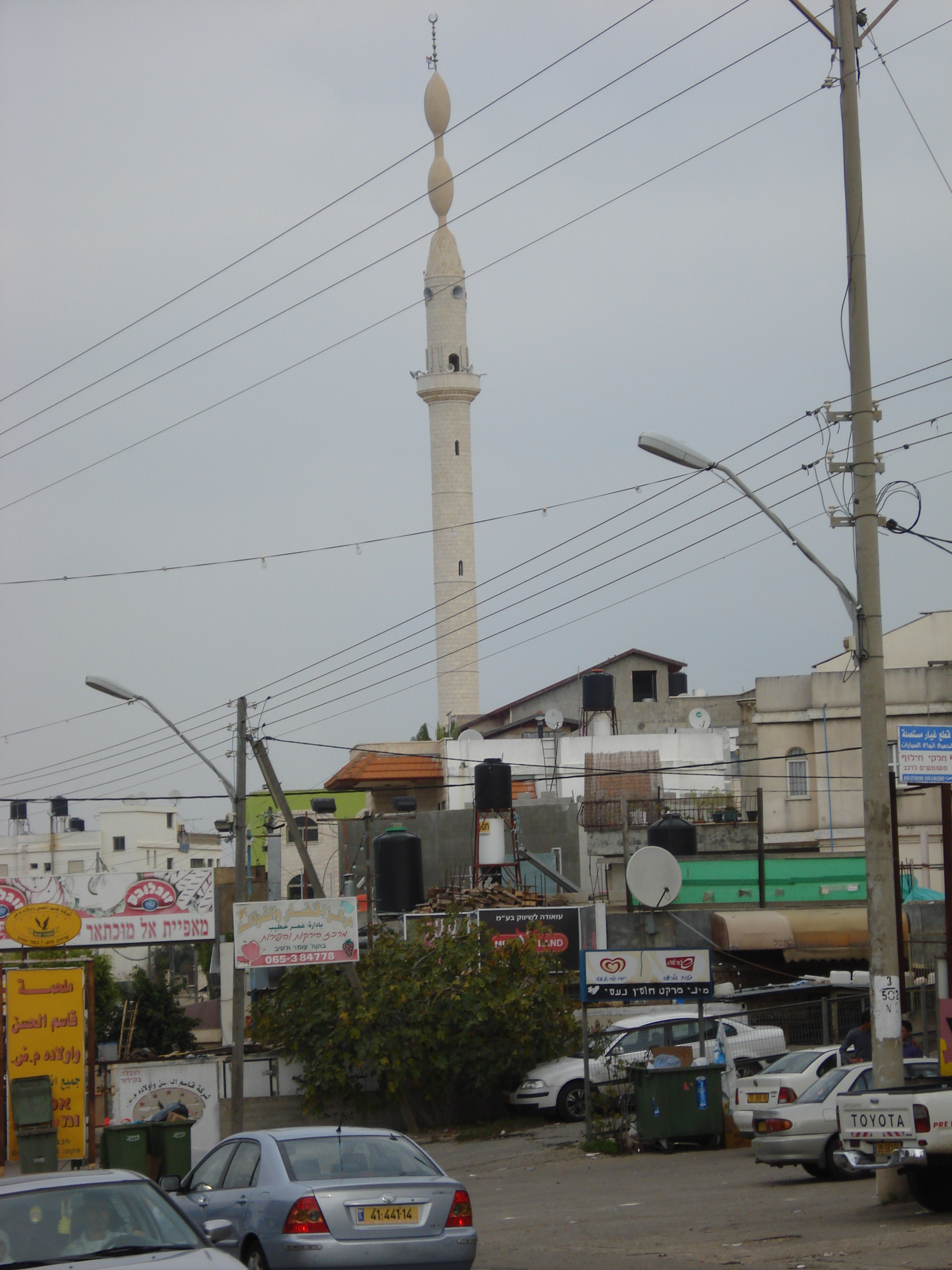
مسجد في كفر كنا
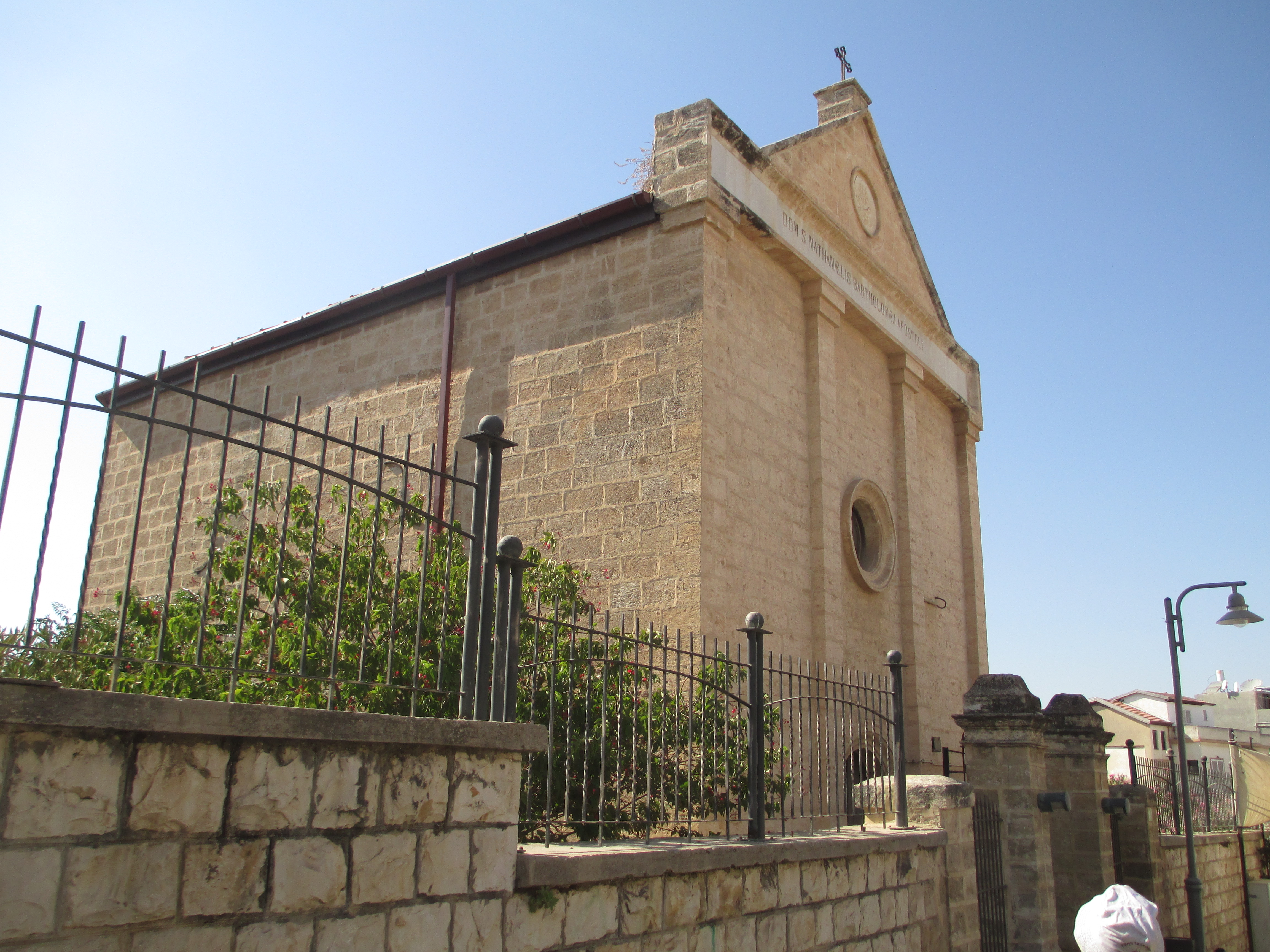
كنيسة القديس برثولماوس الرسول
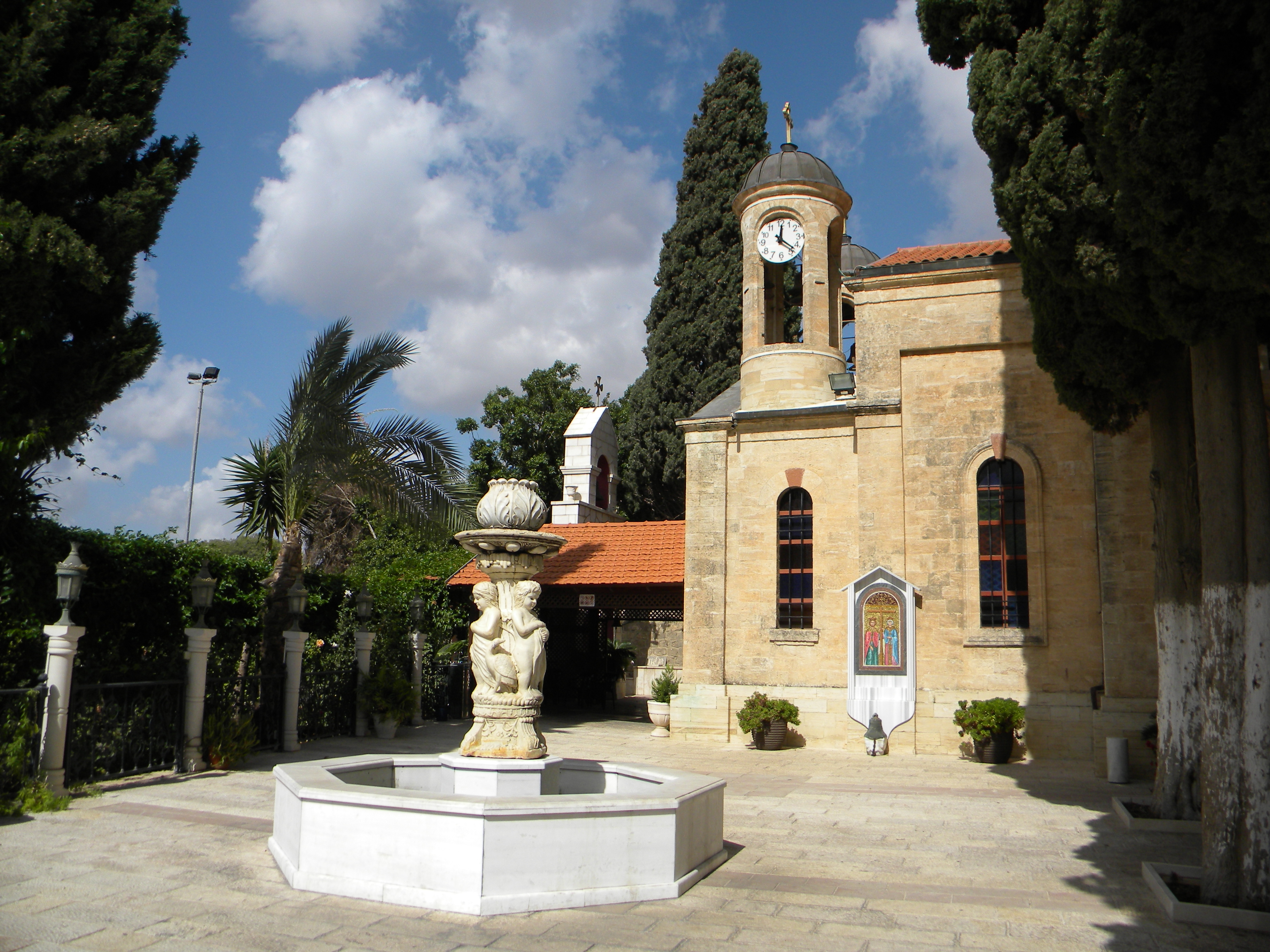
كنيسة مار جريس الأرثوذكسية في كفر كنا
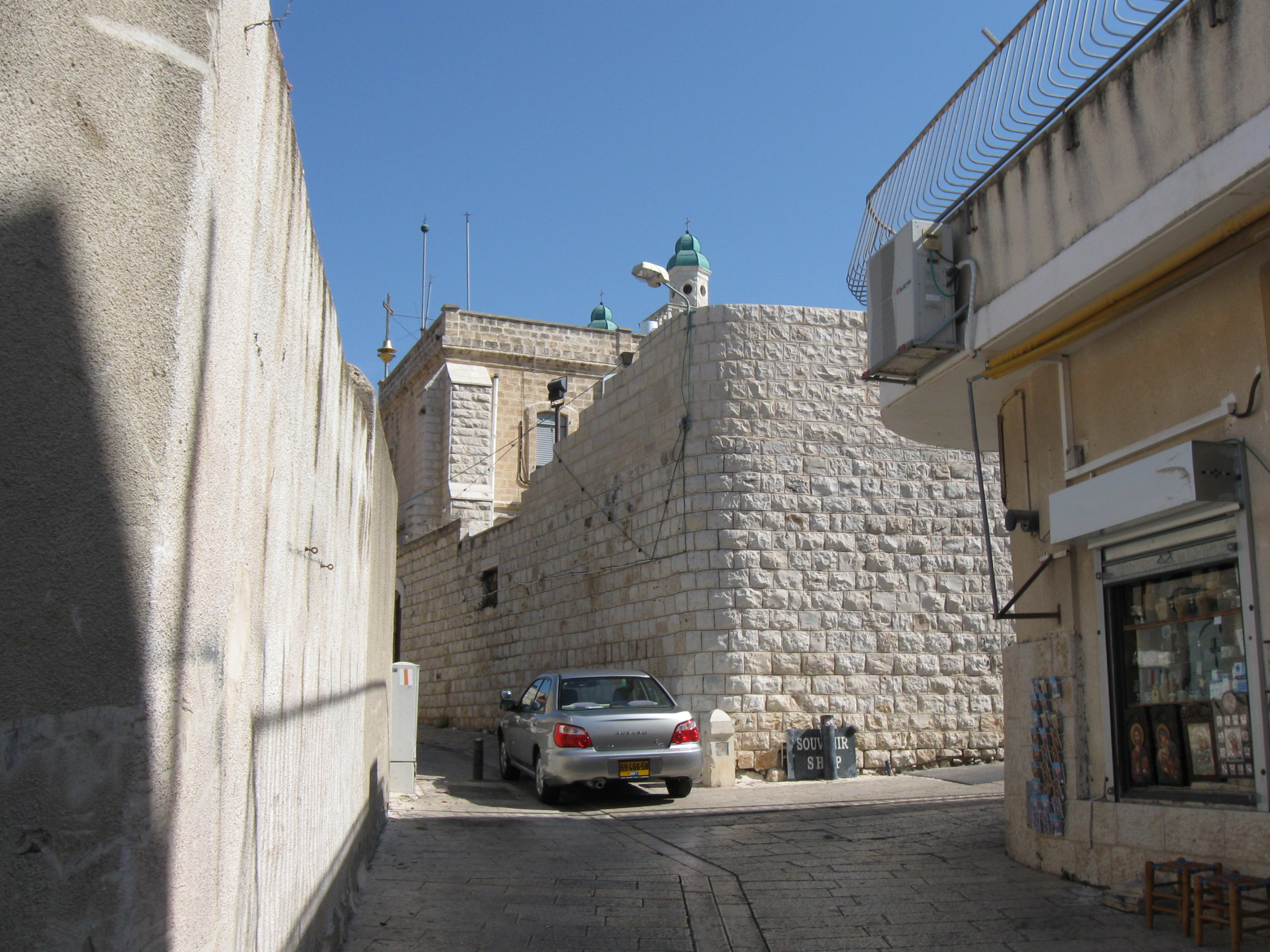
حارة الكنائس في كفر كنا
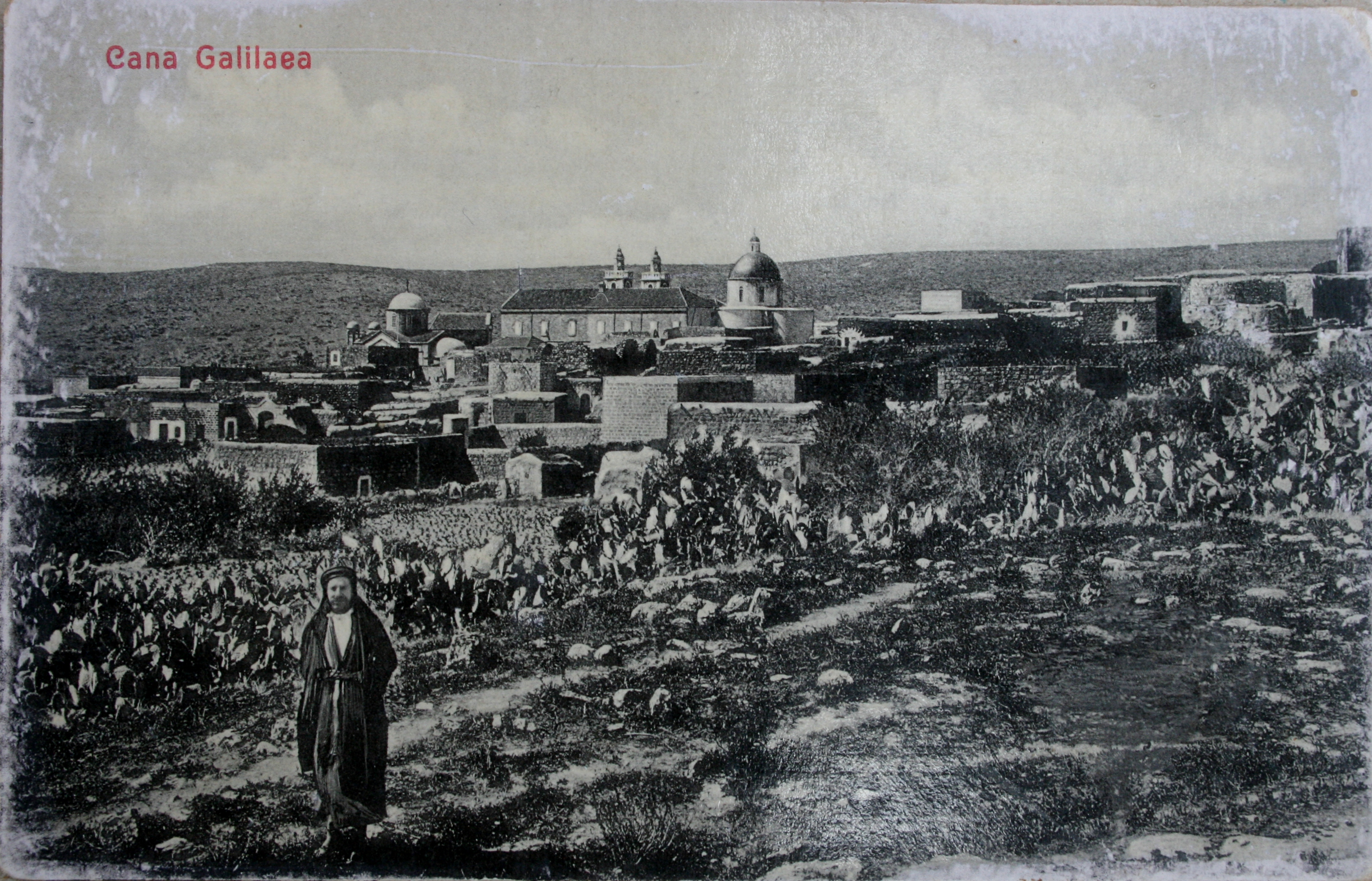
صورة تاريخية من كفر كنا
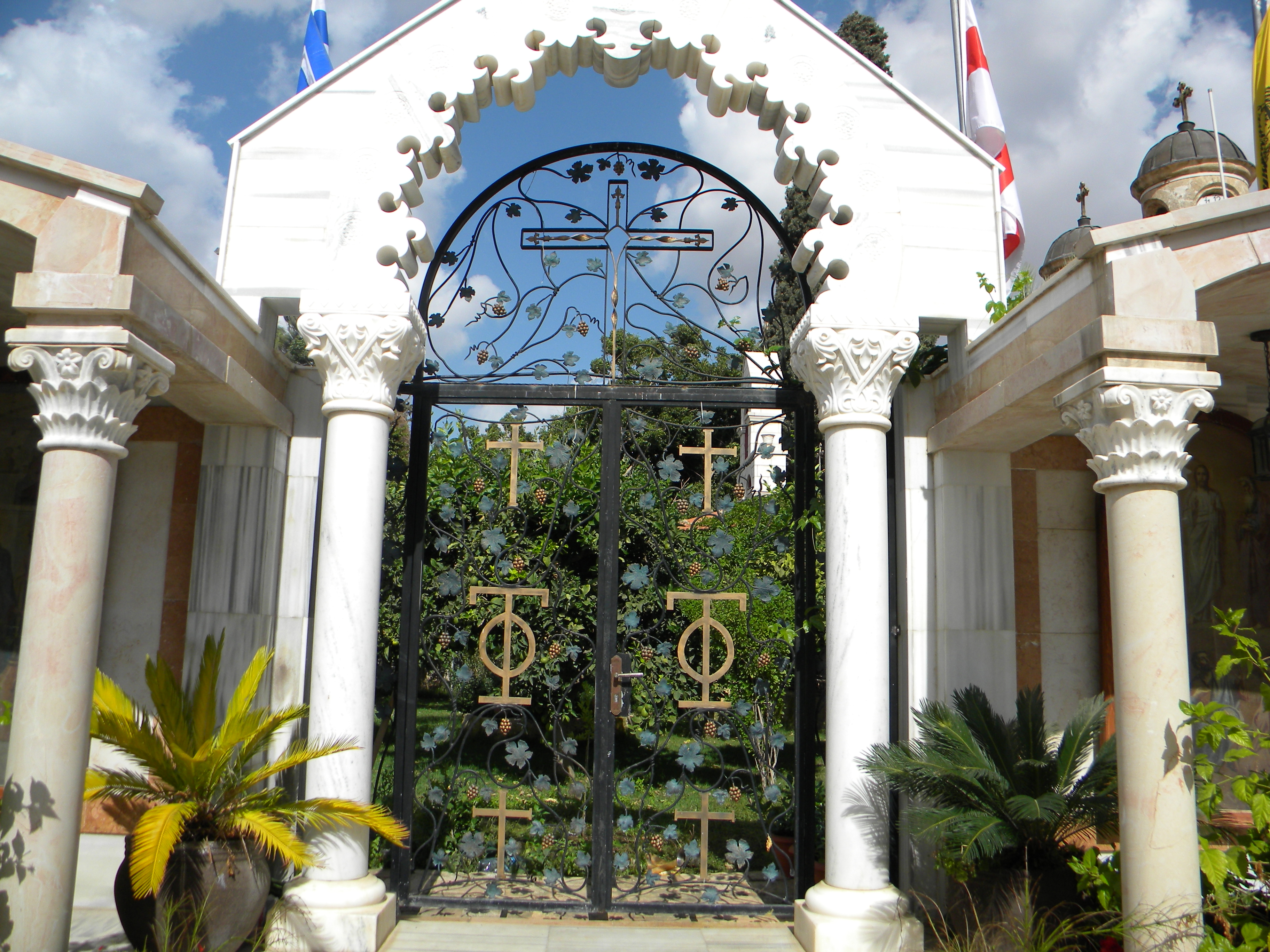
مدخل كنيسة مار جريس الأرثوذكسية
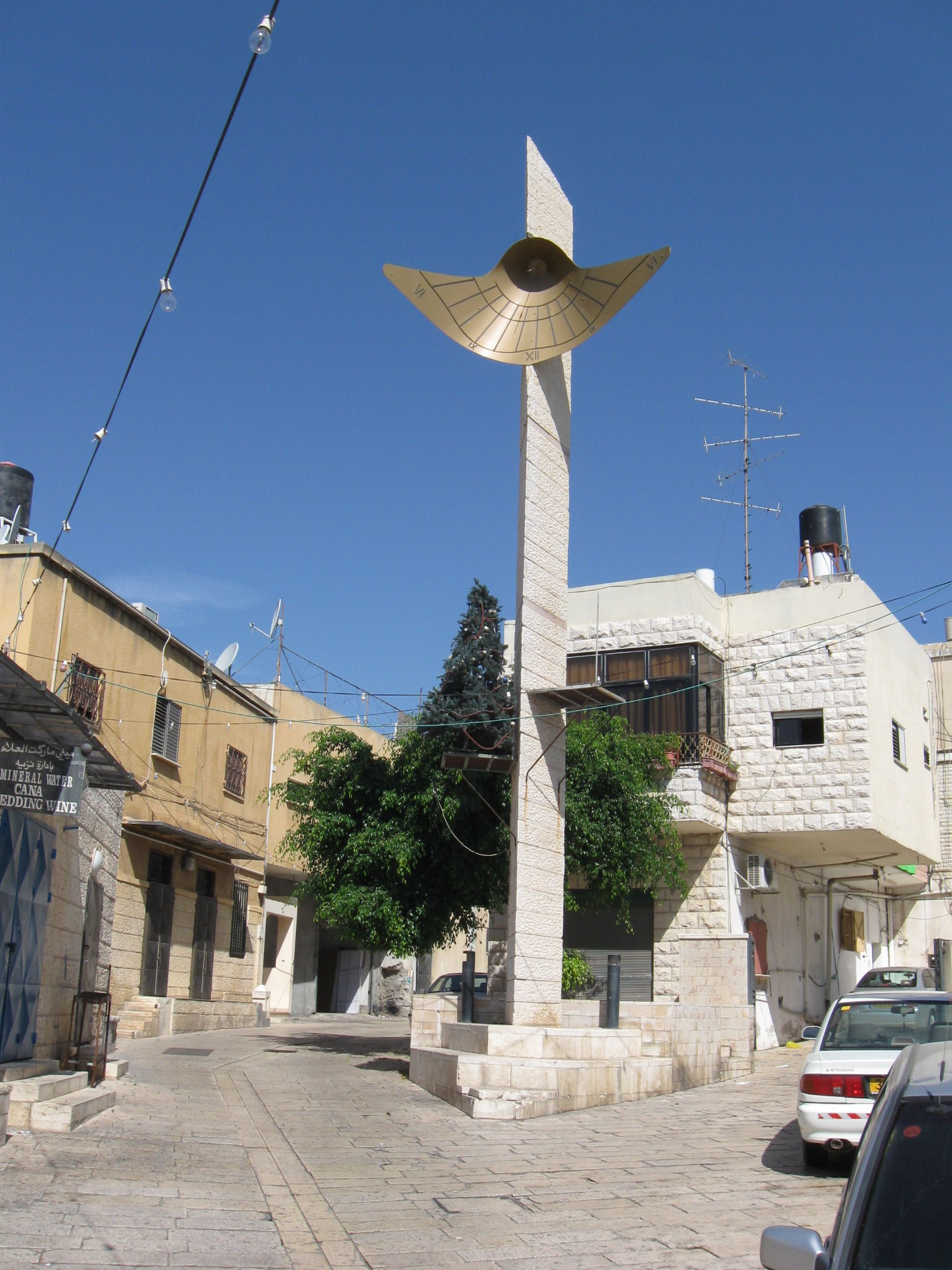
جانب من البلدة القديمة
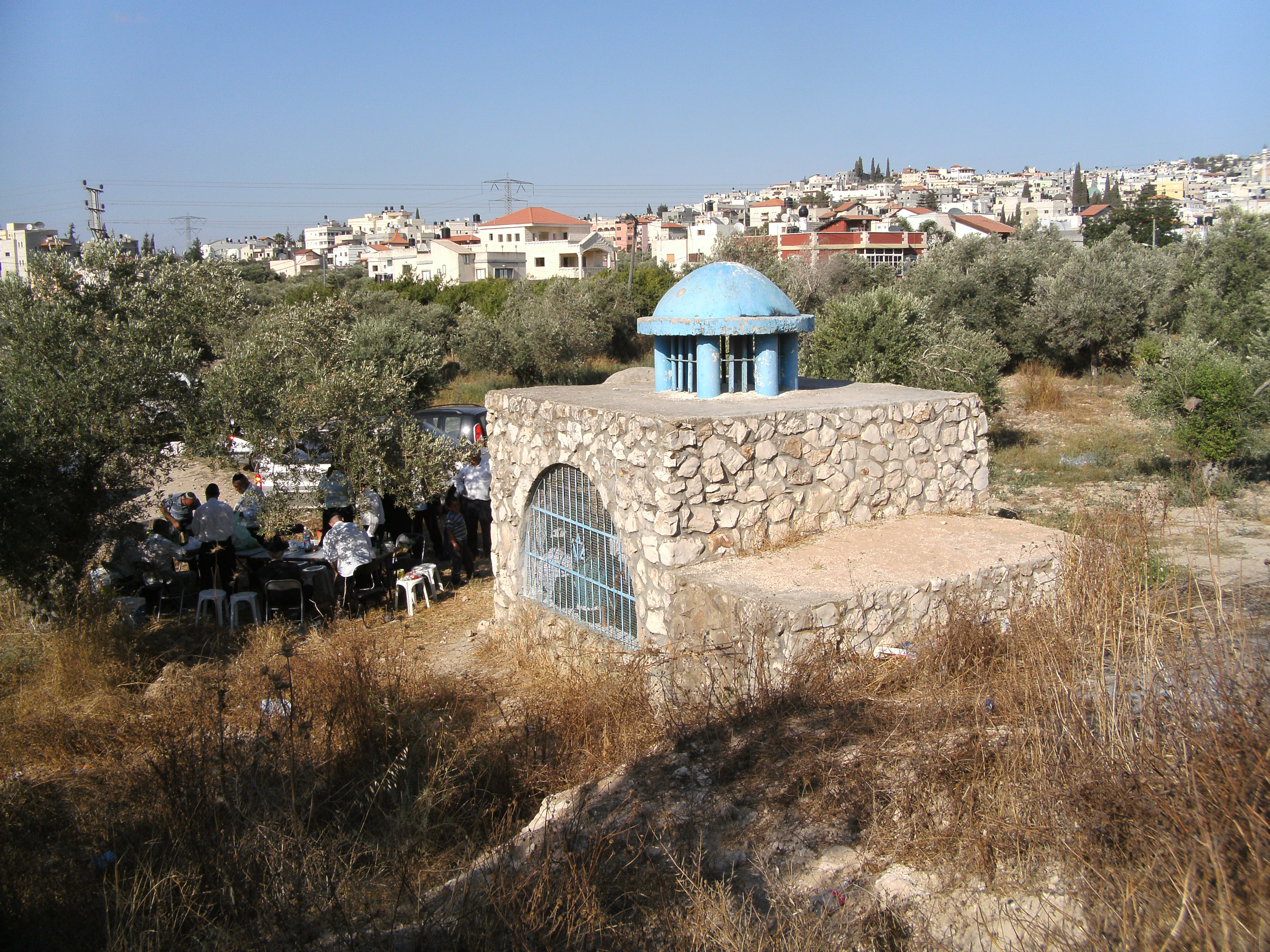
قبر الحاخام شمعون بن جمليل